# Johan Andrés Mojica Palacio
Johan Andrés Mojica Palacio (Cali, Colòmbia, 21 d'agost de 1992) és un futbolista colombià que juga com a lateral esquerre al RCD Mallorca.

## Trajectòria

### Academia FC
Johan Mojica va debutar com a professional a l'Academia Fútbol Club; va continuar la seva carrera a la Segona Divisió de Colòmbia jugant amb el Llaneros Fútbol Club fins al 2012, on va destacar per la seva tècnica i velocitat. Al desembre del mateix any es va confirmar com a nou reforç per a l'AC Deportivo Cali per afrontar la temporada 2013.

### Deportivo Cali
Al Deportivo Cali es referma com a lateral esquerre jugant 19 partits en total, 13 d'ells en lliga i 6 més en copa. Aquesta regularitat li va servir perquè el Rayo Vallecano es fixés en ell, i el fitxés per a la temporada 2013-2014 en qualitat de cedit, però reservant-se una opció de compra.

### Rayo Vallecano
Mojica va debutar amb el Rayo Vallecano el 15 de setembre de 2013 davant del Màlaga. Al lloc de lateral esquerre, es va guanyar la confiança dels tècnics, i va finalitzar el 2013 jugant 12 partits amb el Rayo, 10 en lliga i 2 en copa. El 30 de juny de 2014 va finalitzar la seva cessió al conjunt madrileny i va retornar al Deportivo Cali.
Però tan sols un parell de dies després tornaria a Espanya, ja que el mateix Rayo Vallecano va fitxar-lo en propietat fins al 30 de juny de 2018, oficialitzant al seu torn la cessió del jugador colombià al Reial Valladolid, de la segona divisió espanyola, durant la temporada 2014/2015.

### Real Valladolid
Mojica va jugar cedit dues temporades al Reial Valladolid de la Segona Divisió, jugant 66 partits en lliga i marcant 9 gols.

### Girona FC
El 31 de gener de 2017, l'últim dia de mercat d'hivern, arriba cedit al Girona FC. per sis mesos. El 18 d'agost es confirma la seva cessió per a la temporada 2017-18 des del Rayo Vallecano.
El 29 de juny de 2018, el club gironí executa l'opció preferencial de compra al Rayo Vallecano i incorpora al jugador colombià a les seves files amb un contracte per jugar quatre temporades més, fins al 2022.

#### Atalanta (cedit)
El 22 de setembre de 2020, Mojica fou cedit a l'Atalanta BC de la Serie A per la temporada, amb clàusula de compra.

#### Elx CF
El 15 de gener de 2021, la cessió a l'Atalanta es va rescindir, i fou cedit a l'Elx CF per la resta de la temporada 2020–21. El 8 d'agost va signar contracte permanent per tres anys amb el club.

### Vila-real
El dia 1 de setembre de 2022, Mojica va signar contracte per quatre anys amb el Vila-real CF de primera divisió per 5.5 milions d'euros. Va debutar amb el nou club el dia 8 de setembre, en una victòria a casa per 4–3 contra el Lech Poznań, a la fase de grups de la Lliga Europa Conferència de la UEFA; Mojica va jugar els 90 minuts i va donar una assistència de gol a Samuel Chukwueze.

#### Osasuna (cedit)
El 26 juliol 2023, el CA Osasuna va anunciar que rebia cedit Mojica del Vila-real, sense opció de compra. El club de Pamplona va pagar 100.000 euros per la cessió.